# كاغني لين كارتر
كاغني لين كارتر (بالإنجليزية: Kagney Linn Karter) (28 مارس 1987 - 15 فبراير 2024)، ممثلة أفلام إباحية ومغنية أمريكية. بعد أن أصبحت راقصة استعراضية، دخلت صناعة الأفلام الإباحية في عام 2008.

## النشأة
وُلدت كارتر في مقاطعة هاريس، تكساس، عام 1987، ونشأت في سانت جوزيف، ميسوري، وريدجواي، بنسلفانيا.

## المسيرة المهنية
بدأت كاغني لين كارتر الرقص الإغرائي في ميسوري وحصلت على لقب "ديفو شوغيرل" لعام 2007. انتقلت إلى كاليفورنيا لمتابعة مسيرة في التمثيل والغناء، ثم دخلت مجال عرض الأزياء قبل أن تنضم لصناعة الأفلام الإباحية في سبتمبر 2008.
في عام 2009، اختيرت كـ "فتاة بينتهاوس" لشهر يونيو وظهرت على أغلفة مجلات مشهورة. وقعت عقدًا حصريًا مع شركة "Zero Tolerance" في 2010.
في 2012، شاركت في فيلم وثائقي لـ BBC عن صناعة الأفلام الإباحية. كما أصدرت ألبومها الأول "The Take Over" في عام 2022.

## الوفاة
توفيت كاغني كارتر انتحارًا في مقاطعة كوياهوغا، أوهايو، في 15 فبراير 2024. كانت في السادسة والثلاثين من عمرها عند وفاتها.